# Уильям Керр, 2-й маркиз Лотиан
Генерал-лейтенант Уильям Керр, 2-й маркиз Лотиан (англ. William Kerr, 2th Marquess of Lothian; 1661 — 28 февраля 1722) — шотландский пэр, занимавший ряд незначительных военных и политических должностей. Он был известен под титулом учтивости — лорд Ньюбаттл до 1692 года, когда он стал лордом Джедбургом, а затем маркизом Лотианом, когда его отец умер в 1703 году.

## Биография

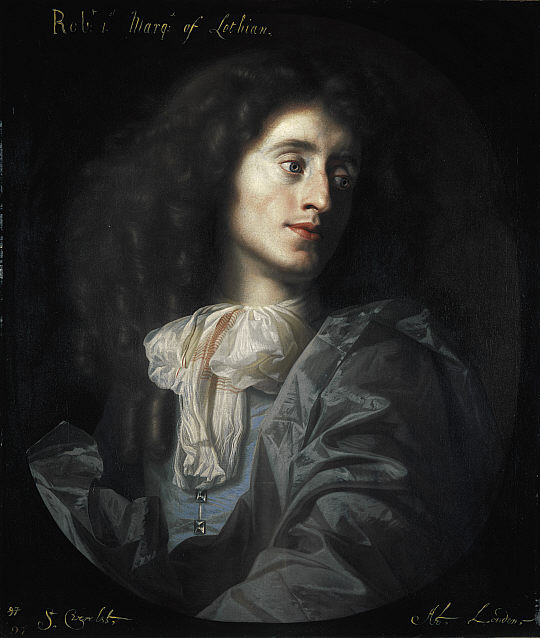
Роберт Керр, 1-й маркиз Лотиан, отец Уильяма Керра, 2-го маркиза Лотиана

Уильям Керр родился в 1661 году, старший сын Роберта Керра, 1-го маркиза Лотиана (1636—1703) и его жены Джин Кэмпбелл (ум. 1712), дочери Арчибальда Кэмпбелла, 1-го маркиза Аргайла. Благодаря своим отношениям с Аргайллом семья была тесно связана с интересами пресвитериан и вигов и поддерживала Славную революцию 1688 года.

## Карьера
Под титулом «лорд Ньюбаттл» Уильям Керр служил комиссаром по снабжению в 1685 и 1686 годах, но связи его семьи с Аргайллом означали, что они были в немилости во время правления короля Якова II Стюарта. При Уильяме Оранском и Марии он был капитаном независимого конного отряда. В 1691 году этот отряд был реорганизован в два полка, полк Ричарда Каннингема, позднее 7-й драгунский, и драгун лорда Джедберга, после того как Уильям Керр унаследовал титул лорда Джедберга в 1692 году. Он заседал под этим именем в парламенте Шотландии до его роспуска в 1707 году.
До 1694 года, когда полк Ричарда Каннингема был переведен во Фландрию, эти подразделения использовались для внутренней безопасности и финансировались шотландским парламентом. После того, как Ричард Каннингем был повышен в звании бригадного генерала, лорд Джедбург стал полковником 7-го драгунского полка в октябре 1696 года, но к настоящему времени Девятилетняя война фактически закончилась. Поскольку полки были названы в честь их полковника, в течение нескольких месяцев существовало два полка, известных как «Драгуны лорда Джедбурга»; шотландский был расформирован в октябре 1697 года после Рисквикского договора.
До реформ Кардуэлла 1868 года продажа чинов была частым явлением, чины можно было купить или продать, они не требовали фактического обслуживания. Хотя это было менее распространено по мере того, как военная служба становилась более профессиональной, некоторые полковники оставались гражданскими лицами, которые делегировали свои обязанности подчиненным. Лорд Джедбург, по-видимому, был одним из них, поскольку у него нет записей о действительной службе, в отличие от его братьев, лорда Марка Керра и лорда Джона Керра, которые оба командовали собственными полками.
Несмотря на это, Уильям Керр был произведен в бригадиры, когда в 1702 году началась Война за испанское наследство, в то время как его отец был назначен маркизом Лотианом и назначен комиссаром по предложенной унии с Англией. Он сменил своего отца на посту маркиза после его смерти в 1703 году, был назначен генерал-майором в 1704 году и тесно сотрудничал со своим племянником, 2-м герцогом Аргайлом, в переговорах о заключении Акта об унии. В свою очередь, он был пожалован Орденом Чертополоха в 1705 году, но потерял влияние, когда Аргайлла сменил герцог Куинсберри на посту верховного комиссара.

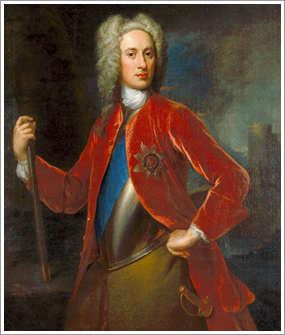
Маркиз Лотиан был близким политическим союзником своего племянника, Джона Кэмпбелла, 2-го герцога Аргайлла (1680—1743)

В сводке шотландских политиков, подготовленной в 1704 году, правительственный агент Джон Маки описал его следующим образом; «У него изобилие огня, и он может проявить себя деловым человеком, если будет поступать таким образом; смеется над всей богооткровенной религией, но при этом ставит столп пресвитерии и доказывает самую верную карту в их колоде, хотя и очень ревностен. не набожный; он храбр в своей личности, любит свою страну и свою бутылку, полный распутник, очень красивый, чёрный, с прекрасными глазами, сорок пять лет».
Когда Джордж Рамзи, главнокомандующий Шотландией и полковник шотландского полка пешей гвардии умер в сентябре 1705 года, маркиз Лотиан хотел заменить его на обеих должностях. Однако вместо этого граф Ливен стал главнокомандующим, в то время как он не был назначен полковником до апреля 1707 года.
Он поддерживал Унию и из-за его связей с Аргайлом был назначен генерал-лейтенантом в 1708 году и избран одним из 16 шотландских пэров-представителей на 1707 и 1708 годы. Однако в 1709 году он был исключен из Палаты лордов Великобритании после того, как голосование было оспорено. В то время как убедительная победа тори на всеобщих выборах 1710 года означала потерю его позиций, в том числе его полковника в 1713 году. Хотя он был возвращен в Палату лордов после прихода на престол Георга I в 1715 году, он мало играл активной роли в политике. Маркиз Лотиан скончался в 1722 году и был похоронен в Вестминстерском аббатстве.

## Семья
Летом 1685 года Уильям Керр женился на своей двоюродной сестре, леди Джейн Кэмпбелл (1661 — 31 июля 1712), третьей дочери Арчибальда Кэмпбелла, 9-го графа Аргайла, который был казнен после неудачного восстания против королевской власти в июне 1685 года. У супругов был один сын и четыре дочери:
- Уильям Керр, 3-й маркиз Лотиан (ок. 1690 — 28 июля 1767), преемник отца
- Леди Энн Кер (? — 1727), 1-й муж — Александр Хьюм, 7-й граф Хьюм (? — 1720), 2-й муж — Генри Огл
- Леди Джин Керр (? — март 1768), муж — Уильям Крэнстоун, 5-й лорд Крэнстоун (? — 1726/1727)
- Леди Элизабет Керр (? — 22 мая 1758), муж — Джордж Росс, 13-й лорд Росс из Халкеда (ок. 1682—1754)
- Леди Мэри Керр (? — 17 ноября 1768), муж — Александр Гамильтон из Балленкриффа (ок. 1685—1763).

## Титулатура
- 2-й маркиз Лотиан (с 15 февраля 1703)
- 3-й граф Лотиан (с 15 февраля 1703)
- 2-й граф Анкрам (с 15 февраля 1703)
- 4-й граф Анкрам (с 15 февраля 1703)
- 2-й виконт Бриен (с 15 февраля 1703)
- 3-й лорд Кер из Ньюбаттла (с 15 февраля 1703)
- 2-й лорд Керр из Ньюбаттла, Окснэма, Джедбурга, Долфинстоуна и Нисбета (с 15 февраля 1703)
- 4-й лорд Керр из Нисбета, Лангньютоуна и Долфинстоуна (с 15 февраля 1703)
- 5-й лорд Джедбург (с 4 августа 1692)